# Теорія когнітивного балансу
У психології мотивації теорія балансу — це теорія зміни ставлення, яку запропонував Фріц Гайдер. Він концептуалізує мотив когнітивної послідовності як прагнення до психологічної рівноваги. Мотив послідовності — це прагнення підтримувати свої цінності та переконання упродовж тривалого часу. Гайдер запропонував, що «сентимент» або відносини симпатій є збалансованими, якщо валентність афекту в системі збільшується до позитивного результату.
Теорія структурного балансу в аналізі соціальних мереж є розширенням, запропонованим Френком Харарі та Дорвіном Картрайтом. Вона стала основою для обговорення на симпозіумі Дартмутського коледжу у вересні 1975 року.

## Модель P-O-X

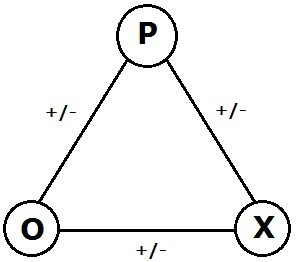
Модель P-O-X Гайдера

Наприклад: особа ({\displaystyle P}) кому подобається ({\displaystyle +}) інший ({\displaystyle O}) людина буде врівноважена однаковою валентністю з боку іншої. Символічно, {\displaystyle P(+)>O} і {\displaystyle P<(+)O} призводить до психологічної рівноваги.
Це можна поширити на речі або предмети ({\displaystyle X}), а також, таким чином вводячи тріадичні зв'язки. Якщо людині {\displaystyle P} подобається об'єкт {\displaystyle X} але не любить іншу людину {\displaystyle O}, що робить {\displaystyle P} відчувати, дізнавшись цю людину {\displaystyle O} створив об'єкт {\displaystyle X}? Це символізується таким чином:
- {\displaystyle P(+)>X}
- {\displaystyle P(-)>O}
- {\displaystyle O(+)>X}

Когнітивний баланс досягається, коли є три позитивні зв'язки або два негативні з одним позитивним. Два позитивні зв'язки й одне негативне, як у прикладі вище, створюють дисбаланс або когнітивний дисонанс.
Перемноження знаків показує, що людина відчує дисбаланс (негативний мультиплікативний добуток) у цьому відношенні та матиме мотивацію якось виправити дисбаланс. Особа може:
- Вирішіть це {\displaystyle O} не так вже й погано,
- Вирішіть це {\displaystyle X} не такий чудовий, як вважалося спочатку, або
- Зробіть висновок {\displaystyle O} насправді не міг зробити {\displaystyle X}.

Будь-який із них призведе до психологічної рівноваги, таким чином вирішуючи дилему та задовольняючи потяг. (Людина {\displaystyle P} також міг уникнути об'єкта {\displaystyle X} та інша особа {\displaystyle O} повністю, зменшуючи стрес, створений психологічним дисбалансом.)
Щоб передбачити результат ситуації за допомогою теорії балансу Гайдера, необхідно зважити наслідки всіх потенційних результатів, і ймовірним результатом буде той, який вимагає найменших зусиль.
Визначити, чи є тріада збалансованою, є проста математика:
{\displaystyle +++=+} ; Збалансований.
{\displaystyle -+-=+} ; Збалансований.
{\displaystyle -++=-} ; Неврівноважений.

## Приклади
Теорія балансу корисна для вивчення того, як підтримка знаменитостей впливає на ставлення споживачів до продуктів. Якщо людині подобається знаменитість і вона сприймає (завдяки підтримці), що ця знаменитість любить продукт, ця особа буде прагнути більше любити цей продукт, щоб досягти психологічної рівноваги.
Однак, якщо людина вже відчувала неприязнь до продукту, який рекламує знаменитість, вона може почати не любити знаменитість, знову ж таки, щоб досягти психологічної рівноваги.
Теорія балансу Гайдера може пояснити, чому збереження такого самого негативного ставлення інших сприяє близькості.:171 Див. Ворог мого ворога — мій друг.

## Підписані графіки та соціальні мережі
Френк Харарі та Дорвін Картрайт розглядали тріади Гайдера як 3-цикли в графі зі знаком. Знаком шляху в графі є добуток знаків його ребер. Вони розглядали цикли в графі зі знаком, що представляє соціальну мережу.
Збалансований граф зі знаком має лише цикли з позитивним знаком.
Харарі довів, що збалансований граф є поляризованим, тобто розкладається на два цілком додатні підграфи, з'єднані від'ємними ребрами.
В інтересах реалізму Девіс запропонував слабшу властивість:
Жоден цикл не має точно одного негативного ребра.
Графи з цією властивістю можуть розкладатися на більше ніж два цілком додатні підграфи, які називаються кластерами.:179 Властивість була названа аксіомою кластерності. Потім збалансовані графіки відновлюються за припущенням: Аксіома скупості: підграф додатних ребер має не більше двох компонент.
Про значення теорії балансу для соціальної динаміки висловився Анатолій Рапопорт:
Гіпотеза приблизно передбачає, що ставлення членів групи буде мати тенденцію змінюватися таким чином, що друзі ваших друзів матимуть тенденцію ставати вашими друзями, а ваші вороги ворогами також будуть вашими друзями, а друзі ваших ворогів і вороги ваших друзів матимуть тенденцію стати ворогами, і більше того, що ці зміни, як правило, діють навіть через кілька видалень (вороги друзів, друзів, ворогів, як правило, стають друзями за допомогою ітераційного процесу).
Зауважте, що трикутник із трьох спільних ворогів створює кластерний графік, але не збалансований. Таким чином, у кластерній мережі неможливо зробити висновок, що ворог мого ворога є моїм другом, хоча цей афоризм є фактом у збалансованій мережі.

### Критика
Клод Фламан висловив обмеження теорії балансу, накладене шляхом примирення слабких зв'язків із відносинами більшої сили, такими як сімейні зв'язки:
Можна подумати, що значний алгебраїчний графік необхідний для представлення психосоціальної реальності, якщо він хоче взяти до уваги ступінь інтенсивності міжособистісних стосунків. Але насправді тоді здається навряд чи можливим визначити баланс графіка не з математичних, а з психологічних причин. Якщо співвідношення AB дорівнює +3, співвідношення BC дорівнює –4, яким має бути співвідношення AC, щоб трикутник був збалансованим? Психологічних гіпотез бракує, вірніше, їх багато і мало виправданих.
У 1975 році на колоквіумі Дартмутського коледжу з теорії балансу Бо Андерсон вразив суть поняття:
У теорії графів існує формальна теорія балансу, яка містить аналітично вірні теореми. Твердження про те, що психологічну рівновагу Гайдера можна представити, у її істотних аспектах, відповідною інтерпретацією цієї формальної теорії рівноваги, слід, однак, розглядати як проблематичну. Ми не можемо зазвичай ототожнювати позитивні та негативні лінії у формальній теорії з позитивними та негативними «відношеннями настроїв» і ототожнювати поняття формального балансу з психологічною ідеєю балансу чи структурної напруги… Викликає здивування те, що теоретики балансу приділяли мало уваги тонкій структурі взаємозв'язків між формальною та психологічною рівновагою.